# 坂本和昭 (政治家)
坂本 和昭（さかもと かずあき、1941年9月17日 - ）は、日本の政治家。前大分県玖珠郡九重町長（7期）。旭日小綬章受章。

## 経歴
大分県玖珠郡九重町菅原出身。1962年3月に日本大学短期大学部農業科を卒業。
1975年から九重町議会議員4期を経て、1992年に九重町長に初当選。以来、2016年まで7期にわたって町長を務めたが、同年6月に、高齢などを理由に次期町長選（8期目）への不出馬を表明した。なお、7期のうち、玖珠町との合併の是非を問うために任期途中で辞任して出馬した2004年以外は無投票当選であった。2017年秋の叙勲で旭日小綬章を受章。
また、2003年10月から2期にわたって大分県町村会長を勤めた。

## 政策
平成の大合併において、大分県は九重町と玖珠町との合併のパターンを示したが、合併によって玖珠町に町政が集中することを懸念し、単独での生き残りを選択。合併の是非を問うために2004年に任期途中で町長を辞任し、再選挙で当選して、九重町は合併せず単独で存続する道を選んだ。
任期中には、町営の九重"夢"大吊橋を建設し、2006年10月30日に開通させた。また、1996年には九州最大の九重森林公園スキー場がオープンした。第三セクターは行政に頼り切ったものになるので作らないという哲学のもと、スキー場は町民有志が株式への出資を募って民営で開業し、町は許認可等でこれを支援した。
長年にわたる町政への貢献に対して、2017年5月27日には九重町の名誉町民の称号が贈られている。